# Holmes and Watson: Madrid Days
Pour plus de détails, voir Fiche technique et Distribution.
Holmes and Watson: Madrid Days est un film espagnol réalisé par José Luis Garci et sorti en 2012.
Le scénario, coécrit par le réalisateur et Eduardo Torres-Dulce, un spécialiste de Sherlock Holmes, met en scène le détective du 221B Baker Street dans une nouvelle enquête le menant sur les traces du tueur en série Jack l'Éventreur à Madrid.
Le film n'a pas connu de diffusion en dehors de son pays d'origine. Néanmoins, l'édition DVD et Blu-Ray (région 2) commercialisée à partir de 2013 pour le marché espagnol inclus un sous-titrage en anglais ayant permis une diffusion internationale auprès des amateurs de cinéma holmésien. Le film a reçu des critiques mitigées.

## Synopsis
Des meurtres semblables à ceux attribués à Jack l'Éventreur sont commis à Madrid. Holmes (Gary Piquer), qui est sujet à des rêves prémonitoires au cours desquels il entrevoit la survenue de ces meurtres, décide de se rentre à Madrid pour enquêter sur l'affaire en compagnie du Docteur Watson (José Luis García Pérez) marié depuis peu à Mary Morstan (Leticia Dolera).
Sur place, Holmes et Watson sont accueillis par un ancien ami de Watson, le docteur Luis Delgado, qui les introduit auprès de la haute société espagnole. Watson y rencontre notamment une jeune femme nommée Elena avec laquelle il partage des sentiments réciproques mais inavouables à cause de son récent mariage. Holmes rencontre quant à lui un journaliste de La Gaceta, José Alcántara, qui partage son intérêt pour l'affaire des meurtres commis à Madrid. Alcántara informe le détective sur le parallélisme parfait entre les meurtres madrilènes et ceux de Jack l'Éventreur : la première victime s'appelait Anna Maria tout comme la première victime londonienne (Mary Ann Nichols). Le meurtrier joue donc un jeu macabre pour reproduire à la lettre les cinq meurtres attribués à Jack l'Éventreur, et en est déjà à son quatrième crime.
Holmes part inspecter les corps des victimes à la morgue. Il rencontre l'inspecteur Válcarcel chargé de résoudre l'affaire et d'arrêter l'auteur des crimes.
José Alcántara, le journaliste collaborant avec Holmes, entame une liaison avec Berna, une jeune femme qui se trouve avoir bien connu l'une des récentes victimes du tueur madrilène. Elle informe notamment Holmes et Válcarcel de la forte probabilité que le meurtrier soit l'un des anciens amants de cette amie défunte. Elle ne possède néanmoins aucun nom et la piste se révèle inexploitable.
Quatre meurtres ayant déjà été commis, Holmes et Válcarcel se préparent à un cinquième et dernier meurtre reproduisant la suite macabre des meurtres de Jack l'Éventreur. Malgré leur préparation, les deux hommes ne parviennent pas à empêcher le dernier crime. La dernière victime se révèle être Berna, avec qui José Alcántara avait l'intention de se marier.
L'enquête est un échec. Holmes ne dispose d'aucune piste et abandonne l'affaire en retournant à Londres avec Watson. Irène Adler, qui était la maîtresse régulière de Holmes, décide de divorcer de Godfrey Norton pour pouvoir se marier au détective.

## Fiche technique
- Titre : Holmes and Watson: Madrid Days
- Réalisation : José Luis Garci
- Scénario : José Luis Garci et Eduardo Torres-Dulce d'après les personnages créés par Arthur Conan Doyle
- Société de production : Nickel Odeon
- Société de distribution : Alta Films
- Pays de production :  Espagne
- Langue : espagnol
- Genre : policier
- Format : Couleur
- Durée : 129 min
- Date de sortie :
  - Espagne : 7 septembre 2012

## Distribution
- Gary Piquer : Sherlock Holmes
- José Luis García Pérez : le docteur Watson
- Belén López : Irène Adler
- Leticia Dolera : Mary Morstan (le rôle devait au départ être joué par Lucía Jiménez).
- Macarena Gómez : Berna, danseuse de cabaret
- Victor Clavijo : Josito, journaliste
- Inocencio Arias : le ministre
- Manuela Velasco : Elena
- Enrique Villén : Enrique Valcárcel
- Alberto Ruiz-Gallardón : Isaac Albéniz
- Candela Arroyo : une danseuse de cabaret
- Manuel Tejada : Marqués de Simancas
- Juan Antonio Muñoz : Don Fernando
- Jorge Roelas : le docteur Luis Delgado

## Production
Le film a été annoncé en avril 2011 et portait alors le titre provisoire Holmes: Madrid Suite 1890. Le tournage a débuté en novembre 2011. L'éventualité d'une sortie du film en territoire francophone n'a pas encore été évoquée.
Le rôle de Mary Morstan devait au départ être joué par Lucía Jiménez.